# 2706 Borovsky
2706 Borovsky је астероид главног астероидног појаса чија средња удаљеност од Сунца износи 3,016 астрономских јединица (АЈ).
Апсолутна магнитуда астероида је 11,9.